# 마워폴스카

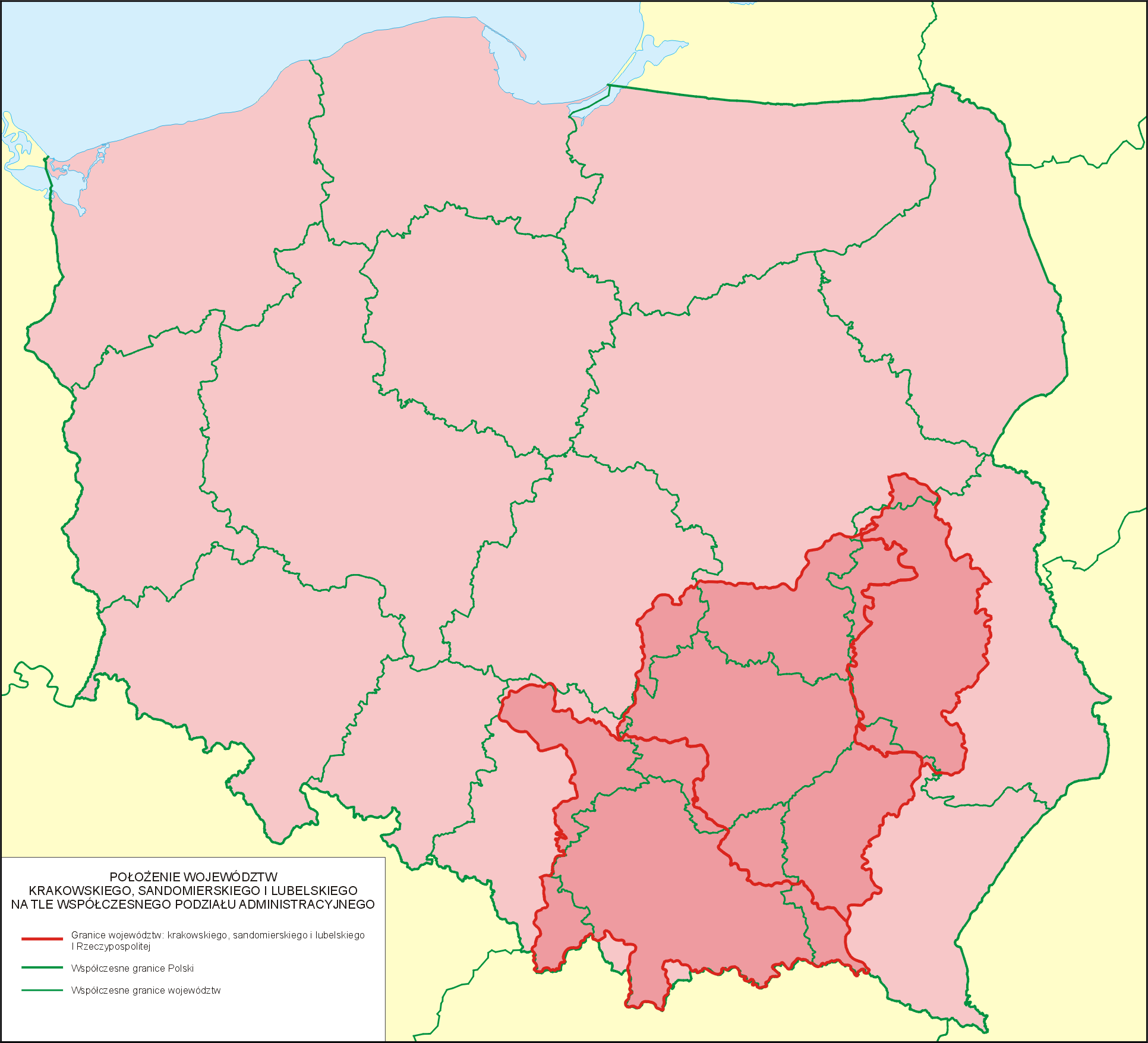
마워폴스카의 위치

마워폴스카(폴란드어: Małopolska) 또는 소폴란드(라틴어: Polonia Minor 폴로니아 미노르[*])는 폴란드의 역사적 지역이다. 면적은 약 60,000km2, 전체 인구는 약 9,000,000명이며 중심 도시는 크라쿠프이다.

## 지리
비스와강 상류 분지에 위치하며 남서쪽으로는 비엘스코비아와, 북동쪽으로는 시에들체까지 뻗어 있다. 산악 지형이 많은 편인데 북쪽으로는 시비엥토크시스키에산맥, 남쪽으로는 타트리산맥과 접한다. 마워폴스카에 위치한 주요 도시로는 크라쿠프, 비엘스코비아와, 시에들체, 루블린, 라돔, 쳉스토호바, 키엘체, 타르누프, 소스노비에츠, 노비송치, 오스트로비에츠시비엥토크시스키, 미엘레츠 등이 있다.
14세기에는 홍루테니아, 16세기에는 포들라시아, 포돌리아, 현재의 우크라이나 일부 지역을 포함하기도 했다. 1998년에 실시된 폴란드의 행정 구역 개편에 따라 마워폴스카는 마워폴스카주 전체 지역, 시비엥토크시스키에주 전체 지역, 루블린주 서부, 포트카르파츠키에주 서부, 실롱스크주 동부, 마조프셰주 남부, 우치주 남동부에 걸쳐 있다.

## 역사
10세기 말에 폴란드의 미에슈코 1세 국왕의 지배를 받았으며 1000년경에는 크라쿠프에 로마 가톨릭교회 교구가 설립되었다. 1040년경에는 크라쿠프가 폴란드의 수도가 되었다. 1241년, 1259년, 1287년에는 몽골 제국의 폴란드 침공으로 인해 파괴되었고 1320년 1월 20일에 브와디스와프 1세가 폴란드의 국왕으로 즉위하면서 다시 폴란드의 지배를 받게 된다.
중세 시대부터 부유한 귀족(슐라흐타) 출신 인사들이 소유한 영지가 되면서 권위 있는 귀족정으로 널리 유명해졌다. 카지미에시 3세 시대(1333년 ~ 1370년)에는 마그데부르크법에 따른 도시 지위를 부여받은 도시가 설립되었다. 16세기에는 폴란드-리투아니아 연방의 중심 지역으로 여겨지면서 폴란드 르네상스 문화의 중심지로 여겨졌다.
1795년에 일어난 제3차 폴란드 분할을 계기로 러시아 제국, 오스트리아 제국, 프로이센 왕국의 분할 통치를 받았고 1918년 폴란드의 독립과 함께 폴란드의 지배를 받게 된다. 제2차 세계 대전 시기에는 나치 독일에 점령되기도 했다.

## 같이 보기
- 빌라모비체어